# Superman II: The Richard Donner Cut
Superman II: The Richard Donner Cut (Brasil: Superman II: A Aventura Continua (Versão do Diretor) ) é uma reedição lançada em 2006 do filme Superman II de 1980. No elenco estão Gene Hackman, Christopher Reeve, Terence Stamp, Margot Kidder e Marlon Brando. A edição foi feita por Donner, Tom Mankiewicz (o qual escreveu o roteiro original para Superman II, qual serviu de base para essa nova versão), e Michael Thau, um editor que trabalhou junto com Donner na restauração de Superman em 2001.
Ao contrário das versões de diretores e edições especiais de filmes que foram feitos ao longo dos anos, The Richard Donner Cut é um filme diferente. Mais devido as cenas feitas por Donner que jamais foram vistas antes, incluindo 15 minutos das cenas de Marlon Brando como Jor-El e também as cenas novas de Christopher Reeve e Margot Kidder. Algumas, mas a minoria das "novas" cenas presentes nesse filme, já foram transmitidas em versões de canais de televisão. Outras já existentes foram substituídas com diferentes ângulos de câmera. Há também muitos efeitos especiais incluídos em algumas em que eram precisas. Richard Donner é creditado como o diretor deste filme ao invés de Richard Lester – o qual foi creditado como diretor do Superman II de 1980. Howard Hawks, o diretor companheiro de Donner não-creditado em Superman começara a dirigir o filme, porém, precisou deixar o trabalho inacabado por tirar licença após gravemente adoecer-se. E depois vinha a falecer. Somente 30'23 do filme possui cenas de Hawks. Assim, nesse filme o trabalho de Hawks novamente não recebeu seus créditos. Mais da metade das cenas feitas por Lester para Superman II foram excluídas e substituídas pelas de Donner e Howard feitas em 1978 para esse filme. Algumas cenas de Lester precisaram ser incluídas por jamais terem sido feitas por Donner e também, para dar coesão a essa história.
O filme foi lançado em DVD, HD DVD e Blu-ray Disc no dia 28 de Novembro de 2006.

## Enredo
No planeta Krypton, os criminosos General Zod, Ursa e Non são condenados ao banimento eterno dentro da Zona Fantasma por Jor-El por insurreição e assassinato, entre outros crimes. Trinta anos depois, Superman desvia um míssil para o espaço sideral, libertando-os sem saber da Zona Fantasma.
No Planeta Diário em Metrópolis, Lois Lane suspeita que Clark Kent seja o Superman. Ela testa Clark pulando de uma janela, mas Clark usa seus poderes para salvá-la enquanto parece não ter feito nada. Enquanto isso, com a ajuda de Eve Teschmacher, Lex Luthor escapa da prisão, abandonando Otis. Eles encontram e se infiltram na Fortaleza da Solidão, aprendendo sobre a destruição iminente trazida pelo General Zod. Lex resolve encontrar Zod e começa a rastreá-lo. Na Lua, Zod, Ursa e Non descobrem que têm superpoderes devido ao sol amarelo da Terra e matam impiedosamente um grupo de astronautas.
Perry White faz Clark e Lois se passarem por recém-casados para investigar um golpe na suíte de lua de mel nas Cataratas do Niágara. A aparição do Superman e o resgate de um menino nas Cataratas renovam as suspeitas de Lois, e ela engana Clark com uma arma carregada de festim para admitir que ele é o Superman. Ele leva Lois Lane para a Fortaleza da Solidão, onde os dois passam a noite juntos. Enquanto isso, Zod, Ursa e Non chegam à Terra e conquistam uma pequena cidade em Idaho. Após saberem que os militares norte-americanos recebem ordens do Presidente dos Estados Unidos, os kryptonianos voam para Washington, D.C., e invadem a Casa Branca.
Superman, sem saber da libertação de Zod da Zona Fantasma e de sua subsequente violência, decide se transformar em humano e remover seus superpoderes, expondo-se à luz solar vermelha de Krypton em uma câmara de cristal. No caminho de volta para Metrópolis, Lois e Clark param em uma lanchonete, onde Clark é espancado por um caminhoneiro desagradável e fica sabendo da conquista do mundo por Zod. Sabendo que a humanidade está indefesa, Clark retorna à Fortaleza para reverter a transformação. Tendo antecipado esta decisão, a inteligência artificial de Jor-El revela que foi programada para lidar com esta situação, sacrificando a energia kryptoniana restante de que necessita para operar. Para restaurar os superpoderes de Clark, ele deve se juntar a ele, cumprindo a profecia kryptoniana sobre "o pai se tornar o filho", resultando na "morte" de Jor-El e tornando a Fortaleza da Solidão inoperante.
Lex chega à Casa Branca. Em troca da Austrália, ele informa a Zod que Superman é filho de Jor-El, e que tem a habilidade de encontrá-lo. Ele leva os três Kryptonianos para Metrópolis para sequestrar Lois como isca para o Superman. Superman chega e uma luta começa dentro e fora de Metrópolis. Depois de salvar um ônibus cheio de civis, Superman percebe que não pode vencer e voa para sua Fortaleza, com Zod, Ursa e Non em sua perseguição, trazendo Lois e Lex com eles. Na Fortaleza, Luthor mostra a câmara que despojou Superman de seus poderes para Zod, que força Superman a passar novamente pelo processo de transformação. Superman, fingindo derrota, revela ao esmagar a mão de Zod, que alterou o processo para expor todos fora da câmara, removendo os poderes dos criminosos kryptonianos, enquanto se protege. Zod, Ursa e Non são despachados rapidamente. Depois de destruir a Fortaleza da Solidão com sua visão de calor, Superman leva Lois de volta ao seu apartamento, onde ela lhe deseja um adeus choroso, sabendo que nunca poderá estar com ele. Para desfazer tudo, Superman acelera ao redor da Terra, viajando de volta no tempo para restaurar os últimos dias, reconstruir a Fortaleza da Solidão e colocar Zod, Ursa e Non de volta na Zona Fantasma. Clark retorna ao trabalho no dia seguinte, enquanto Lois e Perry experimentam um leve caso de déjà vu. Clark revisita o restaurante com o caminhoneiro desagradável para lhe ensinar uma lição de humildade.

## História
Em 1977, o diretor Richard Donner decidiu filmar simultaneamente em duas partes uma adaptação da história em quadrinhos de Superman. Com quase 80% de Superman II já completo, e após ter que adiar a data original de lançamento de Superman (verão de 1978) devido às filmagens deste terem se prolongado mais do que o esperado, as filmagens de Superman II foram suspensas em Outubro de 1978 para que Donner pudesse dar prioridade à conclusão do primeiro filme.
Depois da estreia de Superman em Dezembro de 1978, já estava previsto que Donner também filmaria a sequência. No entanto, inúmeros compromissos fizeram com que Donner fosse substituído. O mais importante foi que os produtores (Alexander e Ilya Salkind) anunciaram que as cenas de Marlon Brando em Superman II seriam cortadas para evitar que eles pagassem a Brando os 11.75% a mais do salário que ele teria direito por sua atuação na sequência. Donner anunciou que ou ele faria o filme do seu jeito ou não o faria de modo algum.
Tensões surgiram entre os Salkind e Richard Donner no decorrer dos quase 19 meses de filmagens necessários para completar Superman e a maior parte de Superman II. Os produtores culparam o diretor por ultrapassar o orçamento e o prazo de conclusão dos filmes. Donner declarou que nunca lhe foi estipulado um orçamento ou um prazo de conclusão. Em um documentário presente no DVD de 2006 de Superman II, o co-produtor Pierre Spengler afirma que Donner foi convidado a retornar para completar o filme como diretor, mas, de acordo com uma revista de variedades, Donner declarou que se Spengler continuasse como produtor do filme, ele não voltaria a dirigir. No mesmo comentário, Ilya Salkind alegou que a demissão de Spengler era uma das exigências de Donner, que também queria a versão final do filme e mais controle sob a produção, decisões que os Salkind não estavam dispostos a aceitar.
A situação finalmente chegou ao fim e uma decisão tomada em 15 de Março de 1979: Os Salkinds decidiram substituir Donner pelo diretor londrino Richard Lester, que tinha dirigido os dois filmes bem-sucedidos de The Three Musketeers.
Em 1989, Donner contou à revista Starlog que os Salkind não o chamariam de volta e que após oito semanas de espera, ele tinha recebido um telegrama dizendo que o trabalho dele não seria mais necessário.

### A substituição
Lester tinha já servido como mediador (ou um co-produtor não creditado) entre os Salkinds e Donner em grande parte das filmagens iniciais. Boatos diziam que nesse período, Lester foi sondado para assumir a direção do filme, apesar da determinação de Donner em terminar o projeto a qualquer custo e de Lester desmentir as alegações.
O próprio Lester jamais comentou sobre o seu papel na controversa produção de Superman II e também recusou-se a ter qualquer envolvimento com o lançamento em DVD de todos os filmes em 2006, apesar de, no início de uma apresentação de uma parte da equipe de Superman II, Lester admitir que a sequência foi, de fato, "seu filme".
A situação se complicou devido às mortes do cinematógrafo Geoffrey Unsworth no dia 28 de Outubro de 1978 e do produtor de design John Barry no dia 1 de Junho de 1979, primeiro dia de Lester como diretor de Superman II. Tom Mankiewicz, um importante aliado de Donner que tinha reescrito os roteiros de Superman e Superman II segundo a filosofia de Donner para ambos os filmes, que deveriam ser mais realistas, recusou-se a retornar sem Donner. Atitude semelhante foi tomada pelo editor Steve Baird, que posteriormente dirigiria Star Trek Nemesis. O compositor John Williams também voltou sua atenção para outros projetos, como Star Wars Episode V: The Empire Strikes Back e Raiders of the Lost Ark, enquanto os Salkinds e Lester chamaram o encarregado da trilha sonora dos filmes de The Three Musketeers, Ken Thorne para reaproveitar as músicas de Williams.

### UmSuperman IIalternativo
Para Richard Lester ser creditado como diretor de Superman II, pelo menos 51% das cenas do filme deveriam ser filmadas por ele. Isso significava que uma parte significativa do filme deveria ser reescrita e refilmada por Lester, e muitas cenas já filmadas por Donner seriam excluídas.
Os roteiros de Superman e Superman II foram escritos pelo roteirista de The Godfather, Mario Puzo, e posteriormente reescritas em 1976 por David Newman, Leslie Newman e Robert Benton, antes de Donner ser contratado como diretor. Quando Donner assumiu, em Janeiro de 1977, ele insistiu em trazer o roteirista Tom Mankiewicz para que este reescrevesse o roteiro. Mankiewicz fez mudanças numerosas e consideráveis nos dois roteiros, removendo e alterando cenas importantes, e reescreveu completamente a maioria dos diálogos.
Foi o roteiro refeito de Mankiewicz que Donner usou para gravar o filme em 1977-78. Após a demissão de Donner (e também de Tom Mankiewicz), os escritores David e Leslie Newman foram recontratados pelos produtores e então, eles reescreveram o roteiro de Superman II, mesmo que a maior parte já tivesse sido filmada. Essencialmente, o roteiro que os Newmans fizeram para Superman II era o mais próximo possível do que fora escrito antes da modificação de Mankiewicz. As cenas que foram mais alteradas por Mankiewicz foram as que sofreram as maiores revisões. Por exemplo, no esboço original de Newman, Superman II começa com terroristas assaltando um prédio em Nova York. No roteiro de Mankiewicz, essa cena foi completamente removida. Posteriormente, os Newmans decidiram reinserir essa cena, mas desta vez o assalto ocorreria na Torre Eiffel, em Paris.
O mesmo ocorreu com várias cenas de Newman e Benton, como a cena na qual Lois salta propositalmente em um rio perto das Cataratas do Niágara (excluída por Mankiewicz e reinserida pelos Newmans); Clark revelando que é o Superman depois que sua mão não se queimou no fogo (reescrita por Mankiewicz, na qual Lois engana Clark atirando nele com uma bala de festim - reinserida pelos Newmans). Uma quantidade considerável de diálogos da versão de Newman/Benton que foram excluídos por Mankiewicz também foi reinserida pelos Newmans no roteiro final.
Especulou-se que se Gene Hackman (que tinha feito todas as suas cenas para Superman II com Donner na direção) voltasse para filmar novas cenas sem Donner, quase todas as cenas dele de Donner seriam removidas. Sendo assim, somente as cenas de Gene Hackman feitas por Donner - assim como todas as cenas filmadas por Donner, pois se fossem refilmadas iria ficar muito caro - seriam incluídas na versão final do filme. (De acordo com Ilya Salkind em um documentário presente no DVD de 2006, Gene Hackman não voltou para refilmar as cenas de seu personagem para a versão de Lester porque estava comprometido com outros projetos.)
Uma das primeiras mudanças feitas na versão final de Lester foi a eliminação de todas as cenas envolvendo Marlon Brando (chegando ao ponto de ser refilmada a cena em que Jor-El pega o cristal verde e coloca na nave do seu filho), pois milhões de dólares teriam que ser pagos a Brando se essas cenas fossem incluídas no filme.
A principal missão de Lester ao ser chamado para completar Superman II era filmar de maneira barata e rápida, a fim de não extrapolar o orçamento e evitar mais atrasos na produção. De acordo com membros do elenco e da equipe, isso gerou uma queda de qualidade das filmagens, pois algumas cenas foram reescritas e gravadas às pressas. No fim, a união da versão dos Newman para Superman com o senso direção mais voltado para o humor de Lester gerou um Superman II que foi um grande sucesso de crítica e bilheteria, mas que foi considerado por Donner um filme com falhas graves. Posteriormente, Lester foi bastante criticado pelos fãs de Superman, que associam sua chegada à direção a uma queda na qualidade geral dos filmes de Superman estrelados por Christopher Reeve (Superman III, por exemplo, foi inteiramente dirigido por Lester). Em Junho de 2006, em uma entrevista para a revista americana Hotdog Magazine, o produtor Ilya Salkind reconheceu que Lester não tinha a mesma paixão pelo projeto que seu antecessor Richard Donner demonstrou ter.

## OSuperman IIde 1980
As filmagens do Superman II de Lester foram concluídas no dia 10 de Março de 1980 e o filme foi lançado na Europa e na Austrália no dia 4 de Dezembro de 1980 e em 19 de Junho de 1981 nos EUA. Essa versão combina as cenas feitas por Donner em 1977 e as de Lester feitas em 1979. Aproximadamente 30% das cenas de Superman II de Lester foram filmadas por Donner.
Em numerosas cenas, Superman II entrelaçou tomadas filmadas em diferentes anos. Boa parte dessa mistura foi necessária pela recusa de Gene Hackman, o ator que fez Lex Luthor, em filmar com Lester. Deste modo, todas as cenas de Hackman foram filmadas por Donner, apesar de Lester ter usado um dublê de corpo de Hackman para refilmar algumas cenas que envolviam Luthor.  Em muitos casos, Lester reorganizou as cenas de Donner, encaixando algumas cenas novas no material que já tinha sido filmado. Isso é mais evidente durante a cena em que os super-vilões invadem o Daily Planet. Essa cena foi inteiramente filmada por Donner em 1977. O escritório de Perry White foi parcialmente reconstruído por Lester em 1979 e os atores atuaram quase que exatamente no mesmo lugar, com o mesmo figurino e etc, e o novo material foi gravado e encaixado na versão final.

### Cenas de Donner paraSuperman II
A seguir, há uma lista com todas as cenas mais importantes feitas por Donner que foram mantidas em Superman II:
- Lex Luthor na prisão, incluindo a sua fuga com o balão.
- Os três super-vilões pousam na lua e matam os astronautas.
- Lex Luthor na Fortaleza da Solidão.
- Os três super-vilões atacam a Casa Branca e Zod obriga o Presidente a se ajoelhar.
- Clark, sem poderes, é surrado por um valentão em uma lanchonete (Donner aparece como um figurante nesta sequência).
- Lex Luthor visita os super-vilões na Casa branca.
- Os vilões invadem o Daily Planet e vão atrás de Superman (alguns close-ups foram filmados por Lester).
- Os vilões retornam ao Daily Planet e decidem ir atrás de Superman na Fortaleza da Solidão. (alguns close-ups foram filmados por Lester).
- A segunda parte da cena final na Fortaleza da Solidão, começando com a chegada atrasada de Lex Luthor (alguns close-ups foram filmados por Lester).
- Clark retorna a lanchonete e se vinga de Rocky.

O resto do filme, incluindo as cenas iniciais na Torre Eiffel, parte das cenas nas Cataratas do Niágara, as cenas dos super-vilões na cidadezinha e a luta em Metrópolis foram filmadas por Lester. Com o passar dos anos, muitas emissoras de televisão exibiram versões estendidas do filme.  A maioria das cenas extras incluídas nessas versões foram filmadas por Donner, como a cena em que Superman destrói a Fortaleza da Solidão no final do filme, assim como cenas extras entre Lois e Clark.

### Controvérsias e "furos" no roteiro deSuperman II
Críticos de Superman II de Lester, incluindo Donner, constataram que a tendência de Lester para a comédia prejudicou a qualidade do filme, especialmente quando comparado ao Superman de Donner. Exemplos dessa tendência são evidentes nas cenas em que Superman luta com os super-vilões em Metrópolis. Os vilões atacam os cidadãos de Metrópolis usando o super-sopro. Muitas pontas de comédia ocorrem nesse ponto, como o vento levando a peruca de um homem, o sorvete saindo da casquinha e indo parar no rosto de uma pessoa, um homem sendo derrubado na cabine telefônica e falando o tempo todo, outro homem sendo levado com o seu guarda-chuva como se estivesse dançando (parodiando Singin' in the Rain) e um homem com patins andando para trás no asfalto, fora de controle.
Um furo de roteiro em particular que frustrou os fãs envolve a transição de um Clark sem poderes encontrando o cristal verde na Fortaleza da Solidão à volta de Superman ao Daily Planet para lutar com os super-vilões. Lester filmou uma cena na qual Superman mostra a Lois o cristal verde, que depois esquece de colocá-lo em seu lugar original; Isso explica como o cristal sobreviveu à destruição do dispositivo, supostamente permitindo que Kent usasse o cristal para recuperar os poderes que ele havia perdido, mas não há nenhuma indicação de como isso seria possível sem o dispositivo. Além disso, o holograma de Lara tinha afirmado explicitamente que o processo, uma vez realizado, era irreversível.
Discussões sobre cenas perdidas de Donner persistiram ao longo dos anos, mas com o advento da internet, vários abaixo-assinados e outras campanhas foram feitos para persuadir a Warner Bros. a permitir que Donner criasse a sua versão de Superman II. Essa causa ganhou notoriedade quando a Warner Bros. ameaçou processar os criadores de um DVD chamado Superman II: Restored International Cut, que foi lançado em 2005. Nesse DVD não autorizado havia várias cenas estendidas, que foram exibidas por emissoras de TV ao longo dos anos e que foram restauradas e adicionadas à versão exibida originalmente nos cinemas.

## The Richard Donner Cut
Quando as filmagens foram suspensas de Superman II, quando Donner estava na direção em Outubro de 1977, o diretor tinha completado quase que todas as sequências da maior parte dos personagens principais. Todas as cenas no Daily Planet e a maioria das cenas na Fortaleza da Solidão foram completadas. As cenas que tinham Marlon Brando, Ned Beatty, Jackie Cooper, Valerie Perrine e Gene Hackman chegaram também a serem completadas. O que faltava eram as cenas da chegada dos vilões a Terra, e sua invasão em uma cidadezinha dos EUA tão bem como as cenas exteriores em Washington em que Zod anuncia o seu controle sob o planeta durante o seu aviso no Monumento.
A maioria das cenas de luta entre Superman e os super-vilões tinham sido marcadas para serem filmadas, tão bem como as cenas interiores e exteriores nas Cataratas do Niágara. Muitas cenas simples incluindo o Superman maléfico endireitando a Torre de Pisa (depois adaptada para Superman III) e a que Superman chama a atenção de alguns caçadores também não foram filmadas.
Com a nova versão do filme, Richard Donner disse que ele tinha se tornado o primeiro da história em retornar um projeto que ele tinha deixado sem terminar, com a maioria das cenas que já tinham sido feitas.
O novo filme fatura a maioria das cenas jamais vistas (algumas delas tinham sido cortadas por razões dramáticas e narrativas), as quais em muitos casos substituem as que foram refilmadas ou alteradas por Richard Lester. Ele inclui o começo original do filme com cenas no Daily Planet. Nesse começo, vemos Lois tentando descobrir as similaridades de Clark Kent e Superman, seguido por Perry White mandando Clark e Lois se passarem por recém-casados nas Cataratas do Niágara para poderem reportar sobre a exploração de casais quando estão em lua de mel. Depois Lois testa Clark, pulando da sacada do primeiro andar do Daily Planet (uma versão refeita dessa cena aparece na versão de Lester).

### O roteiro de Mankiewicz e cenas originais de Donner
A seguir há uma lista com todas as cenas restauradas ou diferentes de Superman II que aparecem em The Richard Donner Cut.
- Antes dos créditos iniciais aparecerem no começo do filme, há um texto escrito, "The following film represents Superman II the way it was originally conceived and intended to be filmed. Some scenes were taken from screen tests of scenes we were unable to shoot" ("O filme a seguir apresenta um Superman II que foi originalmente planejado em fazer. Algumas partes foram tiradas dos testes de cena, as quais que não deram para serem filmadas").
- Créditos iniciais: um moderno e digital logo da Warner Bros. aparece seguido pelo logo da DC Comics.
- Aparece uma frase escrita que o filme é dedicado em memória de Christopher Reeve.
- Pré-créditos: reprise de Superman. A prisão dos três super-vilões é cortada, mas a cena de Jor-El fazendo a sentença aparece e é toda restaurada. A cena também é reeditada em diferentes close-ups.
- Na cena em que os vilões viajam pelo espaço próximo a Terra, é mostrado junto a viagem de Kal-El várias vezes. Em Superman, só tinha uma rápida aparição da formação da janela da Zona Fantasma durante a viagem de Kal-El a Terra.
- Reprise do final de Superman: os mísseis são jogados na água, Lex coloca a corrente com a Kryptonita em Superman e o joga na piscina, Eve o resgata e ele lança o míssil nuclear para o espaço. Diferentes ângulos tinham sido usados para essas cenas em Superman.
- Os super-vilões são libertados da Zona Fantasma pela explosão do míssil nuclear, e vão para a lua. Zod grita "Estamos livres!". Essa é uma combinação entre a cena de Donner e efeitos computadorizados, e tinha sido originalmente pretendida como um tipo de final para Superman.
- Sequência de abertura: os créditos iniciais são da mesma forma e estilo que foram usados em Superman com as letras azuis aparecendo no espaço, ao invés das letras brancas na versão de Lester. O nome de Marlon Brando aparece em terceiro lugar, após Gene Hackman e Christopher Reeve, antes da aparição do título do filme. Richard Donner também é creditado como diretor do filme pela primeira vez e também a frase "A Richard Donner Film" ("Um Filme de Richard Donner") aparece. O filme é simplesmente intitulado como Superman II e não The Richard Donner Cut. As músicas são creditadas como autoria de John Williams. Essas que foram usadas em Superman, são reaproveitadas para esse filme, já que Williams não tinha voltado para trabalhar com a trilha de Superman II.
- Dentro do Daily Planet: Lois repara Clark e logo vê a sua semelhança com Superman pela primeira vez. Ela caracteriza Superman no jornal, com as roupas e óculos de Clark e depois mostra para ele. Após a negação dele, Lois pula para fora do prédio fazendo com que Clark prove a ela de que ele é o Superman. Essa sequência foi filmada por Donner, e inclui vários efeitos especiais de Clark correndo rápido para fora do Daily Planet e usando o seu "super-sopro" e a visão de calor para impedir a queda de Lois. O começo do filme de Lester e a cena da Torre Eiffel foi apagada.
- Luthor e Otis na prisão: essa cena de Donner aparece em Superman II de Lester, com diferentes ângulos sendo usados na nova versão. A cena é estendida, mostrando Otis tentando passar um boato sobre um homem que ocupa uma cama de colchão d' água.
- Os super-vilões chegam a Lua e matam os astronautas. Essa cena aparece em Superman II de Lester. A cena do controle de Houston nunca foi filmada por Donner e sim por Lester, e então essa cena é usada em Donner Cut, mas reeditada. As cenas da Lua foram coloridas com um tom mais sóbrio para dar mais expressão do espaço. A câmera também gira quando os vilões saem da Lua, ao invés do movimento panorâmico.
- A fuga de Luthor da prisão com o balão: Essa cena de Donner aparece em Superman II de Lester, mas é expandida, incluindo mais relações entre Lex e Otis e Lex e Eve. Paisagens árticas que aparecem no filme de Lester são substituídas por vistas noturnas da cidade.
- Cenas interiores nas Cataratas do Niágara: O casal chega a suite do hotel. Parte dessa cena de Lester está na versão de Donner, exceto a qual Lois entra na suíte do hotel.
- Luthor e Eve indo para o Norte: essa cena, filmada por Donner, não está nesse filme mas sim na sessão de cenas excluídas no DVD.
- Luthor e Eve chegam a Fortaleza da Solidão: a cena de Lester em que aparece a mãe de Superman e os outros membros de Krypton foi removida para essa cena de Donner. Ao invés disso, quem aparece é Jor-El (Marlon Brando), explicando a Luthor a existência dos três super-vilões. Essa cena foi estendida, incluindo novas sequências da chegada de Luthor e Eve a Fortlaleza da Solidão e diálogos. No filme de Lester, há a piada de Eve dizendo que não tinha ido ao banheiro há dois dias. No filme de Donner a piada é "completada" quando ouvimos a voz de Eve dizendo "I found it!" ("Achei (o banheiro)!").
- Cenas de fora nas Cataratas do Niágara: Clark compra um cachorro-quente. Superman recusa a levar o garoto a voar com ele. Essas cenas nunca foram filmadas por Donner, então essas cenas que foram feitas por Lester são usadas neste filme (que são um pouco iguais ao roteiro original). Mas a cena de Lois pulando no rio para fazer Clark provar a ela que é o Superman é excluída (pois no começo do filme, ela já tinha feito coisa semelhante), tão bem como a do Clark voltando com os cachorros-quentes. (Questão de continuidade. Primeiro Lois tira os óculos de Clark para poder limpá-los e logo vê a sua semelhança com Superman pela primeira vez. Essa cena pertence ao filme de Lester. Já nesse filme, isso não tem, pois Lois já tinha cismado com a semelhança dos dois na cena de Donner. Outra coisa é quando Lois pede a Clark buscar para ela um suco de laranja, "espremido na hora" dizendo juntos, com Clark respondendo "I know!" ("Eu sei!"). Essa cena também tem a ver com outra cena anterior de Lester no Daily Planet, em que Lois menciona a importância do suco de laranja a ela. Cenas que não são mencionadas na versão de Donner.).
- Cenas exteriores: Luthor e Eve voltam para o Sul de Snowmobile, enquanto Luthor pensa em seu plano. Essa cena não está no filme, mas sim na sessão de cenas excluídas no DVD.
- Cena na interior da suíte nas Cataratas do Niágara: Lois atira com uma arma em Clark, que admite a sua identidade, depois Lois diz que a arma era de bala de festim. Essa cena nunca foi filmada, mas uma das cenas originais dos testes de cena de Margot Kidder contracenando com Reeve, é utilizada. É percebido devido aos óculos e penteado diferentes de Clark. Close-ups dos testes de cena de Reeve, no qual ele contracena com a atriz Holly Palance como Lois, são incluídos. A cena em que Clark queima a sua mão na fogueira é apagada.
- Os vilões chegam na cidadezinha e conhecem os policiais. Donner nunca filmou essa cena, então a cena de Lester é usada neste filme. Na versão de Lester, parte do diálogo pretendida para essa cena foi transferida pelo general na cidadezinha. Na versão de Donner inclui partes restauradas dessa cena, tirando a parte em que Ursa tira a queda de braço no filme de Lester, Non matando um menino e a fala de Ursa dizendo que o menino nunca iria crescer.
- Interior da Fortaleza da Solidão: Superman diz a Lois sobre a sua dupla identidade, e depois fazem amor pela primeira vez. Cenas de Lester são usadas.
- O Monumento de Washington é destruído, incluindo novos efeitos nas cenas no CGI: os super-vilões voam até à Casa Branca. Cenas do Presidente e de seu conselheiro assistindo o que acontece na TV substitui as da versão de Lester em que o Monte Rushmore é destruído, dando o lugar aos três rostos dos vilões.
- Interior da Fortaleza da Solidão: Jor-El avisa Superman sobre as consequências em se apaixonar. Superman desiste de seus poderes e se torna um mortal.  Lois aparece usando somente a camisa e as meias de Superman. Vale dizer, que Lois nunca é mostrada em close-up nessa cena. Isso pode ter sido uma escolha, ou as cenas de close-up foram deterioradas ou destruídas com o tempo ou elas nunca foram filmadas por Donner. Lester refilmou essa cena tendo modificado tudo. Realmente (em relação à Superman Returns), Lois e Superman fazem amor antes de ele perder os seus poderes, ao contrário na versão de Lester. Essa nova cena tinha agora causado grandes controvérsias dos fãs sob a versão de Donner.
- Os vilões atacam a Casa Branca e manda o Presidente a se ajoelhar diante de Zod: essa cena de Donner aparece na versão de Lester; Essa cena de Donner aparece em Superman II de Lester. Na versão de Donner, a cena é estendida dando um ar mais violento.
- Cenas exteriores: Lois e Clark saem para jantar. No Donner Cut, mostra um carro passando em um caminho nas montanhas de neve.
- Clark é surrado na lanchonete por um caminhoneiro chamado Rocky, e depois ouve o Presidente dizendo que passaria a autoridade a Zod. Essa cena de Donner aparece em Superman II de Lester. A única diferença é o megafone. Agora o som parece diferente, sem ecos.
- Luthor visita os vilões na Casa Branca e oferece a eles o filho de Jor-El: essa cena de Donner aparece no filme de Lester. Essa cena é colocada antes da que Clark volta para a Fortaleza da Solidão, ao contrário da versão de Lester. Também, Luthor brinca dizendo a Zod que Superman é o filho de um jogador de baseball chamado Jor-El.
- Clark todo machucado chega a Fortaleza da Solidão e chama por seu pai, depois qual descobre que o cristal verde foi o mesmo usado para construir a Fortaleza. Jor-El aparece (ambos na forma de face e também inteira), e "morre" para poder restaurar os poderes de seu filho. A seguinte frase de Jor-El, "The son becomes the father and the father becomes the son" ("O filho se torna o pai e o pai se torna o filho"), finalmente faz sentido nessa cena.
- Dentro do Daily Planet: Lois, Perry e Jimmy Olsen esperam por Superman. Os vilões invadem Daily Planet e Superman finalmente aparece. Uma nova cena de Donner mostrando Perry White andando impaciente substitui a de Lester que é bastante similar. Muitas partes filmadas por Donner dessa cena são mostradas em Superman II de Lester, exceto as outras que foram refilmadas por ele.
- Superman chega ao Daily Planet dizendo, "General, haven't you ever heard of freedom of the press?" ("General, você nunca ouviu falar em liberdade de imprensa?") deletando a fala original e mais agressiva: "General, would you care to step outside?" ("General, você poderia dar um pulinho aqui fora?"). Na versão de Lester, as cenas tem mais close-ups, e a expressão "Freedom of the press", para ele, era muito exagerada, por isso deu o lugar a fala "Would you care to step outside". Já Donner em sua versão, para evitar a repetição da piada "stepping outside" ("um pulinho aqui fora"), em relação a cena em que incluiu Lois fazendo Clark provar a sua verdadeira identidade pulando para fora da janela do Daily Planet no começo do filme, resolveu deixar a fala "freedom of the press".
- Superman e os vilões lutam em Metrópoles: Superman voa pela cidade. A maioria dessas cenas nunca foram filmadas por Donner. Esse filme combina muitas partes filmadas por Lester, (reeditada para tirar a comédia, exceto a do homem de patins que dá para ser visto em uma parte), as cenas de Donner e efeitos especiais. A cena de Lester mostrando Lois vendo a luta da janela ao lado de sua colega de trabalho tinha sido substituída por uma cena original de Donner. Outras cenas incluídas são a de Jimmy entrando de novo na sala com o café de Perry White na mão e Lex Luthor arrancando a caneca de sua mão. Jimmy reclama dizendo que o café era do Chefe e Lex responde educadamente que o Chefe já recebeu.
- Os super-vilões retornam ao Daily Planet. Luthor oferece a eles o endereço da casa de Superman que nesse filme é trocado por Cuba. Essa cena de Donner aparece no Superman II de Lester, exceto outras cenas filmadas por ele. A cena de Lester em que Ursa escolhe Lois é excluída e é substituída por Zod perguntando a Luthor se ele gostaria de uma outra coisa a mais e ele acaba respondendo "Cuba".
- O grupo chega a Fortaleza da Solidão e os super-vilões desabafam em suas defesas. Essa cena de Donner só foi vista em raras versões de canais de televisões. Essa cena não está no filme, mas sim na sessão de cenas excluídas no DVD.
- As cenas com o dublê de Gene Hackman (sendo mostrado de longe pela câmera, e com sua voz dublada) foram excluídas nessa versão. A cena de Lester em que Superman joga o seu "S" em cima de Non é substituída pela cena de Donner em que Superman tenta se negociar com Zod.
- Superman engana os vilões e eles acabam perdendo os seus próprios poderes. Superman quebra a mão inteirinha de Zod. O Superman II de Lester tem essas cenas que foram feitas por Donner, apesar de algumas partes serem incluídas por ele (Lois Lane está diferente nas cenas em que Lester refilmou).
- Luthor é levado do Norte pela patrulha do Ártico, enquanto tenta negociar com Superman para não levá-lo de volta a prisão, contando o quanto ele poderia recompensá-lo. Superman acaba gritando, "Blast off!" ("Cai fora!"). Essa cena de Donner só foi vista em raras versões de canais de televisões. E também não está no filme, e sim na sessão de cenas excluídas no DVD.
- Superman destrói a Fortaleza da Solidão. Essa cena de Donner só foi vista em raras versões de canais de televisão.
- Fora da Fortaleza, Lois e Superman concordam em terminar a relação deles. Essa cena só foi vista em raras versões de canais de televisão, e nesse filme é arrumada e reeditada. A cena do beijo também é mostrada no trailer do Superman II lançado em DVD em 2000.
- Superman leva Lois para casa, onde ele diz o seu último adeus a ela. Essa cena de Donner só foi vista em raras versões de canais de televisões. A última parte dessa cena em que Superman sai do terraço é mostrado em Superman II de Lester.
- Superman volta o tempo para anular o que foi feito: a devastação do planeta pelos super-vilões, a prisão deles novamente na Zona Fantasma, a reconstrução da Fortaleza da Solidão (não mostrada no filme) e o apago da memória de Lois sobre a identidade secreta de Superman. Parte dessa sequência foi usada como o final para o primeiro filme, mas nenhuma cena para sua substituição foi escrita. Inclui uma parte nunca vista de Jackie Cooper como Perry White escovando os seus dentes.
  - Apesar da sequência de "voltar o tempo" aparecer para ser uma recombinação do final do primeiro filme, a intenção original era se ter um final coligado em Superman, como Donner diz no especial do DVD, em ter posto a sequência da volta do tempo para concluir Superman II. (Lester concluiu o II com o "beijo do esquecimento"; nos extras do DVD, Donner disse que acreditava em que Clark nunca poderia beijar Lois, somente Superman poderia fazer isso).
- Dentro do Daily Planet: Lois tem a sensação de que perdeu algo importante, e pede a Clark pegar para ela uma pizza (na versão de Lester, ela pede a ele que traga um hamburger). Perry também demonstra uma sensação de deja vu ao ler o jornal.
- Dentro do Daily Planet: Clark esbarra em Jimmy, e dando um ar de rude, se lembra sobre um trabalho não terminado (veja abaixo). Essa cena só foi vista em raras versões de canais de televisão. Essa cena não se encontra nesse filme, mas sim na sessão de cenas excluídas no DVD.
- Clark se vinga de Rocky na lanchonete. Essa cena de Donner aparece em Superman II de Lester. A inclusão dessa cena dá um erro "fatal" de continuidade em Donner Cut. Se Superman voltou o tempo, Rocky nem iria reconhecê-lo e nem iria pensar que um dia ele tinha batido em Superman sem seus poderes.
- A cena em que Superman retorna com a bandeira dos EUA à Casa Branca e se desculpa com o Presidente foi deletada. No especial do DVD, Michael Thau, diz que é um ótimo fim patriótico, mas iria ser estranho com Superman ter voltado o tempo.
- O texto escrito "Coming Soon: Superman III" ("Vem aí: Superman III") no começo dos créditos finais é excluído.

### CriandoDonner Cut
O objetivo de criar uma versão de Richard Donner de Superman II, não era de interesse até o lançamento de Superman para DVD em 2001. Nesse período, seis toneladas de arquivos de Superman e outras seis de Superman II foram descobertas em galerias na Inglaterra por Michael Thau, incluindo muitas cenas filmadas por Richard Donner. Algum tempo depois, Donner foi procurado pela Warner Bros. para se fazer uma versão estendida de Superman II, mas se recusou a mexer de novo no filme. Em Maio de 2001, ele disse ao website IGN que o estúdio o queria de volta para reeditar o filme e adicionar o que ele quisesse ou o que ele quisesse fazer. E que francamente, ele não estava nem aí para isso mais.
Mesmo assim, os fãs continuaram a fazer campanhas a favor da produção do filme. Definitivamente, três websites foram fundamentais em criar forças que finalmente levaram a criação de Donner Cut. O primeiro era chamado Capedwonder.com, liderado por um fã do Superman chamado Jim Bowers. Em 2004, Bowers publicou inúmeras fotos de cenas perdidas feitas por Richard Donner para Superman II, dando a impressão de que Donner filmou muito mais do que os Salkinds e Lester tinham preparado em refazer. O segundo site era Supermancinema.co.uk liderado por muitos fãs de Superman que detalharam uma análise em cima do filme lançado de Superman II, identificando as cenas de Donner no filme, e também dando listas com especulações sobre o quanto de cenas perdidas feitas por Donner ainda poderiam existir. E finalmente, no dia 19 de Julho de 2004, o fansite de Planet of the Apes, TheForbidden-Zone.com organizou milhares de fãs a mandarem e-mails ou escreverem cartas diretamente ao presidente da Warner Bros. Jim Cardwell, mandando o estúdio a aconselhar Donner para lançar a sua versão de Superman II. Todo esse esforço fez com que surgisse uma resposta positiva do estúdio, com direito a uma declaração escrita de que a Warner apoiava a ideia em se fazer uma versão estendida do filme em DVD, mas que antes de tudo isso, iria ocorrer um grande processo para se chegar a um acordo.
Outro fato que faria com que Donner não aceitasse a voltar com o projeto, foram emissões ilegais das cenas. Os arquivos requeridos eram ainda propriedade dos Salkinds, e as emissões relatando o uso das cenas de Brando em Superman II permaneceram sem solução.
Até que negociações envolvendo o uso de alguns arquivos das cenas de Brando em Superman Returns, a fim de que a principal emissão em querer que as cenas de Brando em Superman II pudessem ser usadas, tudo acabou se resolvendo.
Em Novembro de 2006, o produtor de The Richard Donner Cut, Michael Thau disse a uma entrevista que o agente de Brando fez um acordo com a Warner Bros. para licenciar algumas de suas cenas para Superman Returns e que isso mais tarde, levou o estúdio a voltar com esse patrimônio para a reedição de Superman II. Se esse arquivo não pudesse ser usado, não seria digno em construir o projeto.
O trabalho finalmente começou no final de 2005, mesmo sem Richard Donner junto. No cerimônia dos Director's Guild America em que teve a exibição do filme em Novembro de 2006, Michael Thau destaca a relutância de Donner em se envolver com o projeto, dizendo ao público que nesse período, Donner estava trabalhando no filme 16 Blocks, e ele sempre procurava uma maneira de chamar a sua atenção.
Deste modo, foi uma grande surpresa quando foi anunciado em Janeiro de 2006, que a nova versão de Superman II estava sendo feita. Em uma entrevista nesse mesmo mês, Donner disse que o pessoal estava fazendo o projeto e ele não. E que ele não iria ver antes de ficar pronto, pois ele estava comprometido com outros projetos que estavam sendo feitos.
Um mês depois, quando perguntado sobre sua opinião sobre a nova versão de Superman II, Donner respondeu ao website Dark Horizons que ele nunca iria filmar isso agora e nem há um milhão de anos, pois tudo isso era diferente em maneiras, estilo e interpretação.
Ao longo dos anos, Donner sempre declarou que nunca iria "ressuscitar" a sua versão de Superman II - mesmo dizendo em algumas vezes que gostaria muito de fazer isso, e outras que não. Em Junho de 2006, Michael Thau finalmente confirmou que Donner decidiu se comprometer com o projeto, também trazendo junto para a equipe Tom Mankiewicz para ajudá-lo no processo.
Em Agosto de 2006, Thau confirmou que o filme inteiro, estando melhor que somente faturando novos materiais, poderia ser reeditado dos negativos originais (incluindo uma pequena porcentagem de cenas feitas por Lester). O Donner Cut inclui as cenas de Donner de Superman II editadas por Steve Baird em 1977-78, cenas da versão lançada de Superman II por John Victor Smith, e também um monte de cenas com novos materiais editadas por Michael Thau.
Em uma entrevista para a revista Now Playing, Thau disse que fazer essa versão era como se fosse um quebra-cabeça, pois tinha que encaixar as novas cenas com outras cenas de Lester para poder se dar uma continuidade e o filme se sair perfeito.

## Lançamento
O lançamento do filme ocorreu no dia 2 de Novembro de 2006 no prédio Director's Guild America em Hollywood e compareceram muitos daqueles associados com o projeto, incluindo o diretor Richard Donner e o produtor Ilya Salkind. Depois da exibição, Richard Donner, Tom Mankiewicz, Margot Kidder, Sarah Douglas e outros membros do elenco participaram de uma discussão. No dia 25 de Novembro de 2006, um evento exclusivo e beneficente para Superman II – The Richard Donner Cut foi feito no Teatro Fine Arts em Los Angeles, Califórnia. A verba de vendas dos tickets foi arrecadada para The Christopher Reeve Paralysis Foundation.

## Repercussão
O crítico Brian Orndorf da Filmjerc.com constatou que o filme foi um triunfo, emocionante e que deu a sensação aos fãs de um retorno que deveria ter feito há muito tempo.
Outros críticos depreciaram inclusão dos testes de cena, a repetição da "volta do tempo" como foi usado em Superman, com outros detalhes que fizeram a reconstrução do filme.
Alguns críticos responderam de forma positiva, aplaudindo o tom sóbrio e sério do filme e admitindo que o filme se coloca como a sequência original de Superman. Bryant Griffin da SyFy Portal.com destaca que o filme é uma real continuação e mostra Superman mais uma vez com dignidade. Muitos elogiaram as atuações de Marlon Brando, Margot Kidder e especialmente de Christopher Reeve. A revista Fulviedrive.com lamentou o fato de ver Reeve em uma grande atuação e de ele mesmo não tendo estado lá para vê-lo.
Comparações com a versão lançada de Superman II variaram as críticas. Colin Jacobson do DVD Movie Guides disse que quando compara a versão de Donner com a versão lançada, ele acha que a última parece ser mais proveitosa. Já, Clint Morris do Moviehole.net disse que da história e das atuações, tudo fica melhor do que a versão misturada que todos nós conhecemos.
Membros do elenco como Margot Kidder, Jack O'Halloran e Sarah Douglas tinham dito que The Richard Donner Cut é superior em comparação a Superman II. Usuários do IMDb deram 8.0 a esse filme e 6.7 à versão lançada de Superman II. Rotten Tomatoes deu 83% ao Richard Donner Cut e 86% para o Superman II de Lester.
Da mesma forma que acontece com muitas reedições de filmes populares, fãs tinham criticado a reedição e Michael Thau por conta da continuidade. Um fã publicou no site Supermancinema.co.uk que de longe, o maior erro de Donner Cut foi a maneira de que ele reestruturou as cenas. E que elas só são mostradas, sem coesão nenhuma.
Donner também foi criticado em relação de ter posto as cenas de Lester sem compromisso algum, o qual certos casos são terminadas sem sentido no novo filme.
Além do mais, muitos fãs criticaram o fato de Michael Thau não ter produzido mais CGI para ter incluído na cena dos vilões tomando o controle do mundo. Nessa cena, em que os vilões destroem os monumentos ao redor do mundo, não foi filmada por Donner antes de ele ser demitido. Thau em uma entrevista publicada no site Supermancinema.co.uk disse sobre a decisão baseada em um monte de arquivos que talvez deveriam ser criadas em CGI.
A reação dos fãs ao Donner Cut levou muitos a fazerem as edições "fan-cuts" que foi uma forma de criticarem a versão feita por Lester e Donner de Superman II. Alguns "fan-cuts" podem ser vistos no You Tube.

## Continuidade com a série
É difícil confirmar aonde Superman II - The Richard Donner Cut se encaixa em relação à continuidade dos filmes da série - se acaba com a série de filmes de Christopher Reeve, se antecede Superman Returns, se serve como um novo Superman II para os quatro filmes, ou se é considerado um projeto isolado.
De algum modo, esse filme aparenta dar mais sentido a Superman Returns do que para a série original. Muitas referências a esse filme aparece em Superman Returns, como:
- O filho de Lois, Jason aparenta ter super poderes. Na versão lançada de Superman II, Superman e Lois não dormem juntos até Superman perder seus poderes. A sensação de deja-vu poderia significar que mesmo Lois não lembrando quem Superman realmente é, ela ainda poderia estar grávida, ignorando a volta do tempo.
- Em Superman Returns, Lex Luthor já tinha estado na prisão quando Superman tinha deixado ele na Fortaleza da Solidão no original Superman II. Isso poderia significar que com a volta do tempo, Luthor retornou a prisão. Lá, ele não foi desaconselhado pelos pensamentos das duas semanas que se passaram e poderia se lembrar exatamente o que aconteceu. Isso serviria de base para as razões de ele vir a ser condenado de algum outro crime que cometera como a fuga da prisão e o porquê de ele não dar nenhuma explicação a Kitty quando ela pergunta se ele já tinha estado na Fortaleza da Solidão.
- Superman Returns não dá uma outra clara referência à Superman II que Luthor na Fortaleza da Solidão e que Jason é o filho de Superman.
- As últimas palavras de Superman a Jason em Superman Returns é uma referência a fala entre Jor-El e seu filho, quando ele diz "The son becomes the father, and the father becomes the son" ("O filho se torna o pai, e o pai se torna o filho"), frase presente em Superman e mais uma vez em uma cena crucial entre Jor-El e Superman em Superman II - The Richard Donner Cut. Neste caso, há o ciclo de Pai/Filho em Superman, Superman II - The Richard Donner Cut e Superman Returns.
- Vale dizer que Superman Returns foi lançado em Junho de 2006, cinco meses antes do lançamento de Donner Cut, fazendo com que a versão lançada de Superman II fosse o filme em que Returns se baseou. Desde que os dois filmes foram lançados em DVD na mesma data (28 de Novembro de 2006), o Donner Cut poderia servir como base à Returns também. Mas, há muitas cenas em Donner Cut que não tem nenhuma ligação com Superman Returns ou com o resto da série de filmes feitas por Christopher Reeve. Vários exemplos das conclusões dos filmes de Christopher Reeve incluem:

- - O final da versão lançada de Superman II com a mostra da frase dizendo que Superman III é o próximo filme, sendo que em Donner Cut não mostra. Isso porque se Donner tivesse concluído Superman II, ele iria fazer dos próximos filmes um enredo completamente diferente. Superman III e IV, de acordo com Donner, não tem nenhuma ligação com a sua versão de Superman II.
  - Em Superman IV: The Quest for Peace, Lois mais uma vez relembra que Superman é Clark Kent e sobre a Fortaleza da Solidão fazendo Superman dar o beijo do esquecimento nela como foi feito em Superman II, não em Donner Cut.
- Em Donner Cut, Jor-El morre quando ele passa seus poderes para Superman, e depois Superman destrói a Fortaleza da Solidão. Mas a Fortaleza aparece em Superman IV e em Superman Returns, o qual aparece também Jor-El.
  - Mas de qualquer modo, com a volta do tempo, Superman poderia ter restaurado a Fortaleza e ressuscitado Jor-El.
- Superman Returns não segue direito a linha do tempo dos filmes de Christopher Reeve; De acordo com Superman, Krypton foi destruído em 1948 (como constatou Lex Luthor) e Kal-El veio à Terra três anos depois em 1951. Clark se formou no colegial em 1966 e construiu a Fortaleza da Solidão quase em seus 18 anos. Depois de 20 anos conversando com Jor-El, Clark voa até Metrópolis e se torna Superman em 1978. Mas, Superman III constata que Clark se formou em 1965, então, Superman se concentra no ano de 1977, ano em que o filme estava em produção. A versão lançada de Superman II, se concentra em Julho (constatado por Lois na suíte) de 1979, um ano após Superman (no ano em que o segundo filme estava em produção). Donnet Cut se concentra um dia após os acontecimentos finais de Superman (pela primeira cena em que Perry White lê o jornal da manhã sobre o acidente com os mísseis que tinha ocorrido no final do filme). Superman Returns, se concentra em Setembro de 2006 (de acordo com os diágolos no Daily Planet ditos no filme), vinte oito anos depois de Superman fazendo com que Returns estaria sendo concentrado "cinco anos depois" do segundo filme, e por outro lado fazendo com que Returns fosse uma reconstrução da série dos filmes de Superman.
  - Mas, nas histórias em quadrinhos, Superman não envelhece de acordo com os outros seres humanos, isso pelo fato dele ter pertencido a outro planeta. Como Returns ocorreu em 2006, poderia significar que os acontecimentos do II se passou em 2001 e que Superman se passou em 2000. Em Superman Returns, constata que Superman deixou a Terra em 2000. Poderia ter sido uma revisão que Bryan Singer fez, misturando os elementos dos dois primeiros filmes.

## Trailer
Em Setembro de 2006, a Warner Bros. lançou o trailer original para a coleção Christopher Reeve Superman Collection (inclui cenas de Superman II - The Richard Donner Cut). Em Novembro de 2006, a Warner Bros. também lançou o trailer para a coleção Ultimate Superman Collection.